# Radwanderweg Tannhäuser

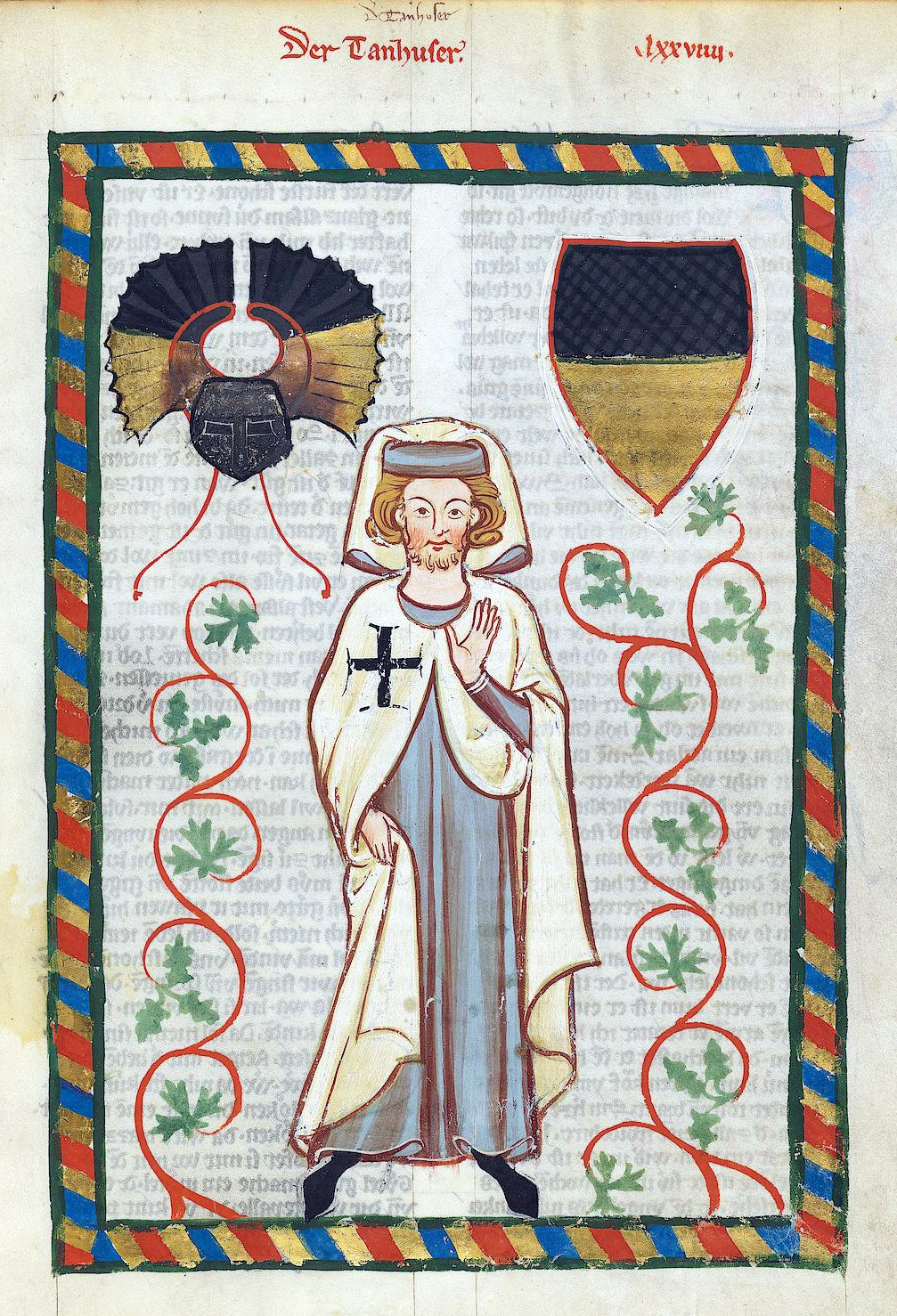
Tannhäuser als Minnesänger

Der Radwanderweg Tannhäuser ist ein Radweg im Wartburgkreis in Thüringen. Er verbindet die Hörselberge mit dem Rennsteig und dem Werratal.

## Konzept
Der Radwanderweg Tannhäuser erhielt seinen Namen in Anlehnung an die  1995 gegründete Tourismusregion „Wartburg-Tannhäuserland“. Diese erinnert wiederum an die beiden thüringischen Sagen: Der Sängerkrieg auf der Wartburg und die Tannhäuser-Legende. Diese bietet auch den direkten Bezug zur sagenumwobenen Venushöhle auf dem Großen Hörselberg.

Der Radweg ergänzt die bereits vorhandenen Radwege im Wartburgkreis als eine Nord-Süd-Spange. Die relativ kurze Strecke wird bereits als Radsportevent – „Tannhäuser Radjagd“ – beworben und ergänzt ähnlich gelagerte Aktivitäten des Pummpälzverein.

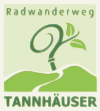
Markierung

## Kennzeichnung
Der Radwanderweg wird mit dem dargestellten Logo ausgeschildert (im August 2011 waren jedoch lediglich etwa 25 % der Strecke markiert). Das Logo stellt einen grünenden Wanderstab dar, den Ritter Tannhäuser als Gottesurteil  dem herbeigerufenen Papst vorweisen konnte.

## Streckenverlauf
Die Gesamtlänge dieses Radweges beträgt 26,6 km – hierbei muss ein Höhenunterschied von etwa 325 Meter bewältigt werden. Bei der Trassierung wurde ein naturnaher Verlauf angestrebt, nur etwa 30 Prozent der Strecke führen unmittelbar an Hauptstraßen entlang, dies betrifft den nördlichen  Abschnitt von Wutha-Farnroda bis Ruhla, auch werden die bereits vorhandenen Streckenabschnitte des Ruhlaer Radwegenetzes auf der Trasse der ehemaligen Ruhlaer Eisenbahn mit einbezogen.
Der Streckenverlauf von Barchfeld bis Wutha:
| Abschnitt | Bemerkung |
| --------- | --- |
| 0 km      | Startpunkt: Marktplatz in Barchfeld (50° 47′ 58,9″ N, 10° 17′ 54,5″ O) – (242 m ü. NN), Anschlüsse an den Werratal-Radweg nach Bad Salzungen und zum Bahnhof Immelborn. |
| 2,5 km    | Schweina, Ausflugsgaststätte Heimatsgrund – (310,8 m ü. NN), Ausblick über das Werratal                                                                                 |
| 5 km      | Schweina Schäfersruh – (355 m ü. NN), Ausblick über Bad Liebenstein und Vorland                                                                                         |
| 8 km      | Schweina, Lindenstock am Naturparkzentrum Alte Warth, Anbindung an den Rad- und Wanderweg Pummpälzweg – (447 m ü. NN)                                                   |
| 10 km     | Jagdhaus Kissel mit Restaurant – (535 m ü. NN) |
| 14 km     | Aufstieg zum Rennsteig über Kisseleiche und Ottowald, Neue Wiese, Anbindung an den Rennsteig-Radwanderweg – (575,3 m ü. NN)                                             |
| 15 km     | Forsthaus Hubertushaus am Rennsteig (550 m ü. NN) |
| 16,5 km   | Abfahrt nach Ruhla bis Ortseingang (Radweg biegt dort links ab) – (490 m ü. NN)                                                                                         |
| 17,5 km   | Freizeitpark Mini-a-thür – (440 m ü. NN) |
| 18,5 km   | Ruhlaer Uhrenmuseum – (380 m ü. NN) |
| 20 km     | Ortslage Thal mit Schreiberbörnchen, Thalfried und der Scharfenburg – (290 m ü. NN)                                                                                     |
| 21 km     | unweit der Kittelsthaler Tropfsteinhöhle (348 m ü. NN) |
| 25 km     | Durch das Erbstromtal nach Farnroda zum Schlosspark – (275 m ü. NN) |
| 26,6 km   | Zielpunkt: Bahnhof Wutha – (50° 57′ 24,2″ N, 10° 23′ 46,7″ O) – (430 m ü. NN) Kleiner Hörselberg, Anbindung an den Radfernweg Thüringer Städtekette                     |

## Impressionen

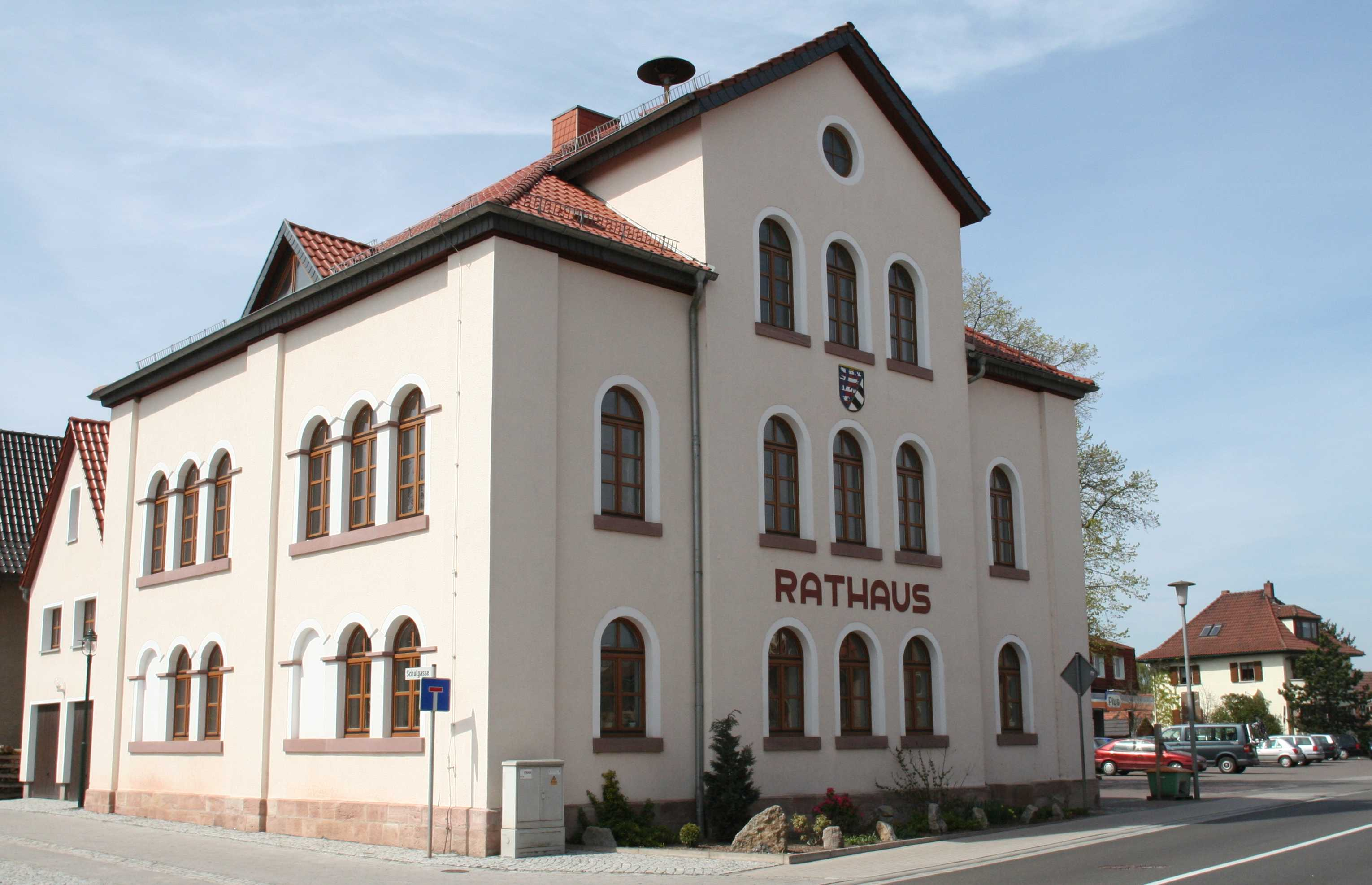
Start: Barchfeld Am Marktplatz
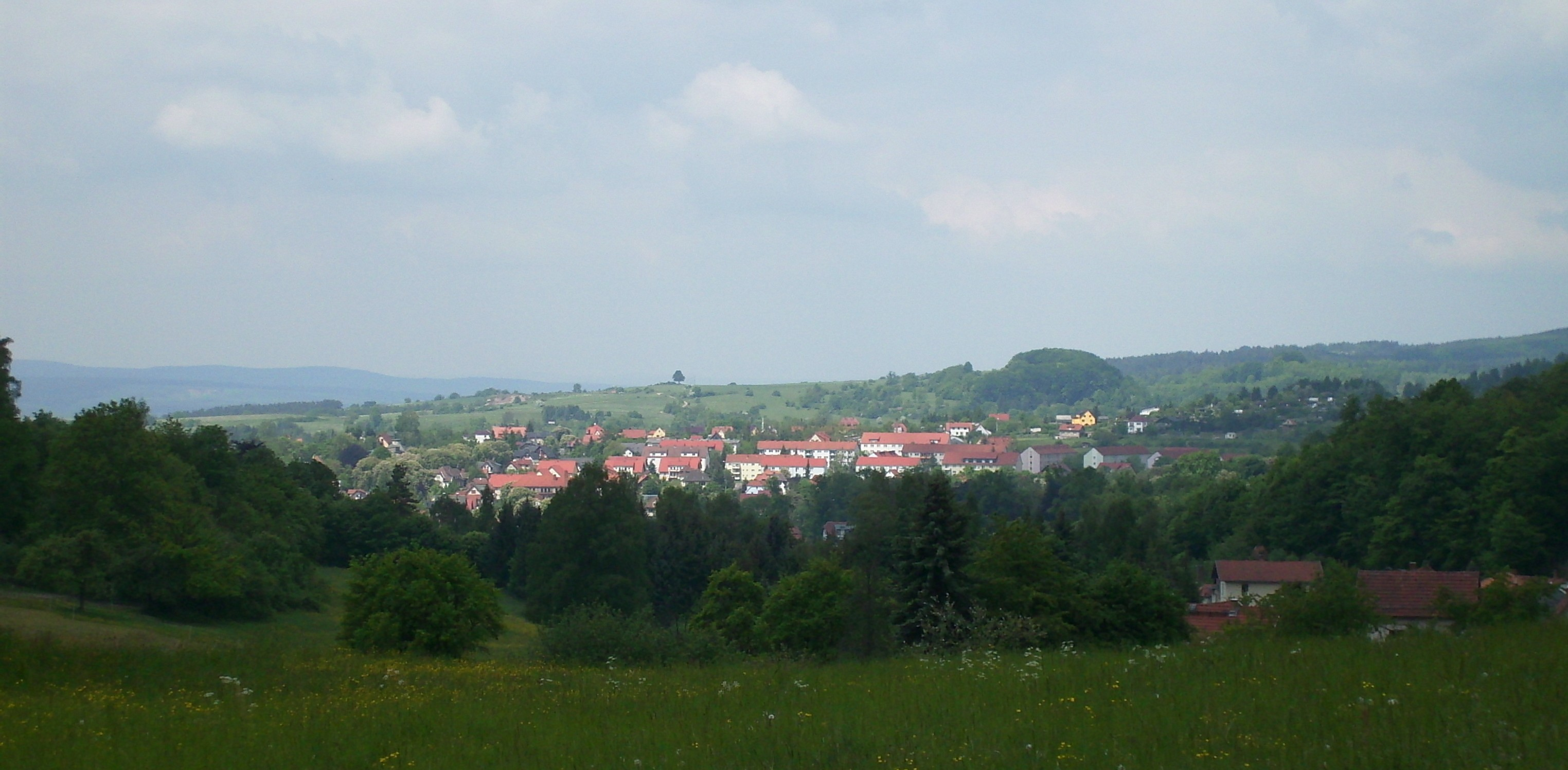
Blick Richtung Schweina (Schäfers Ruh)
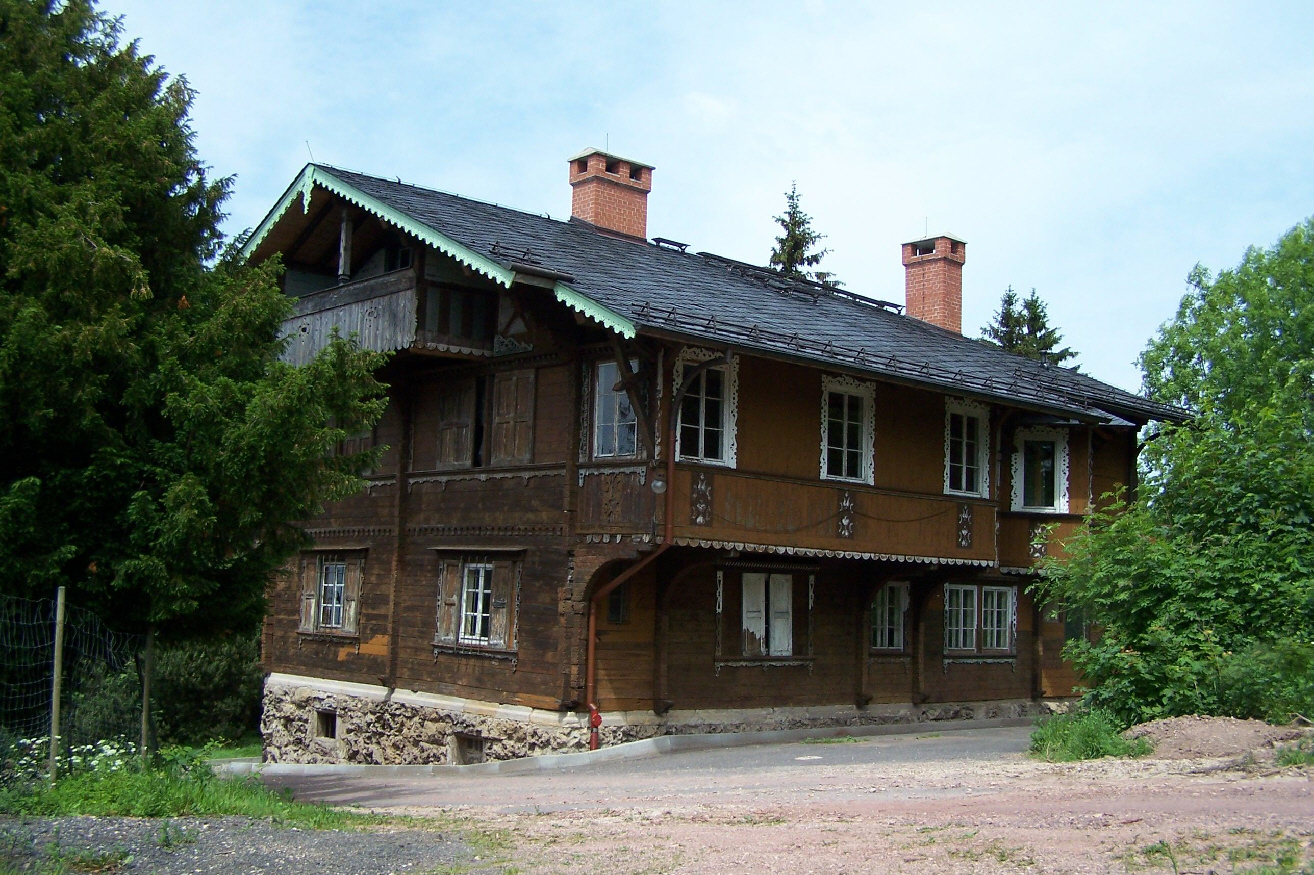
Am Kissel
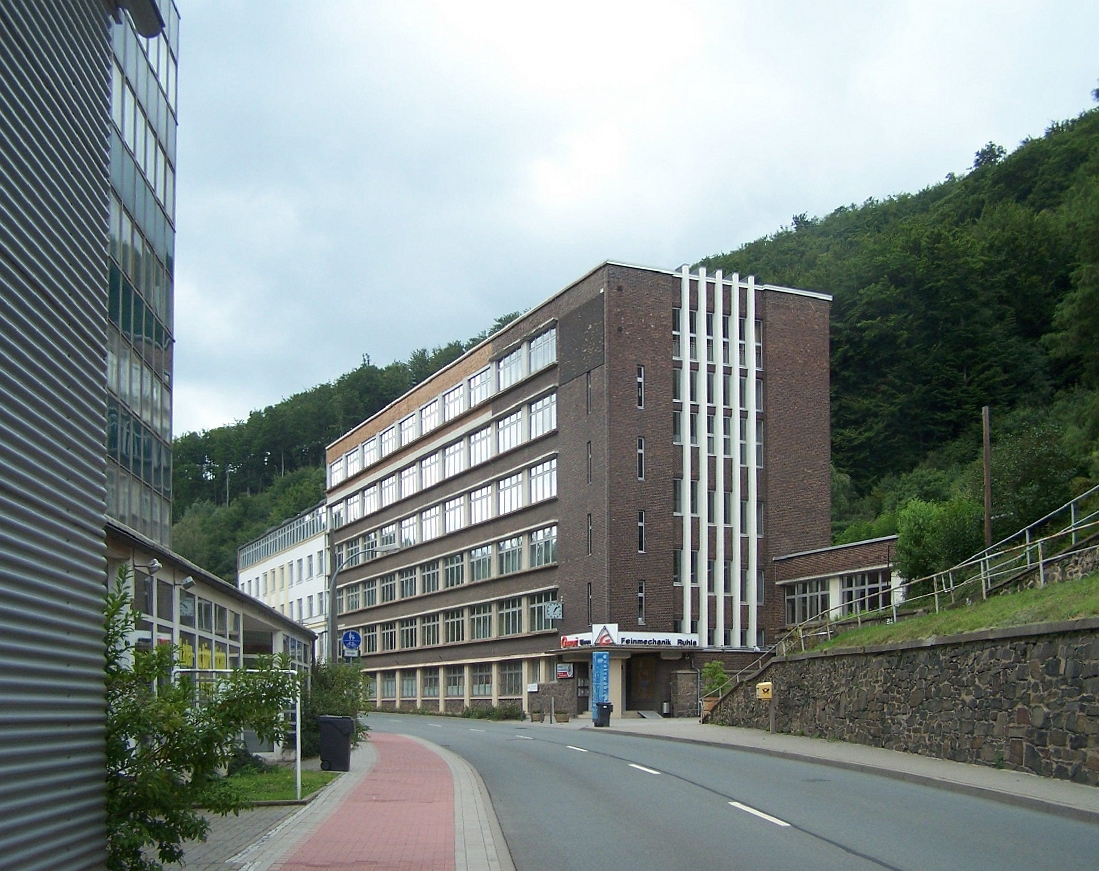
Ruhla: Uhrenmuseum
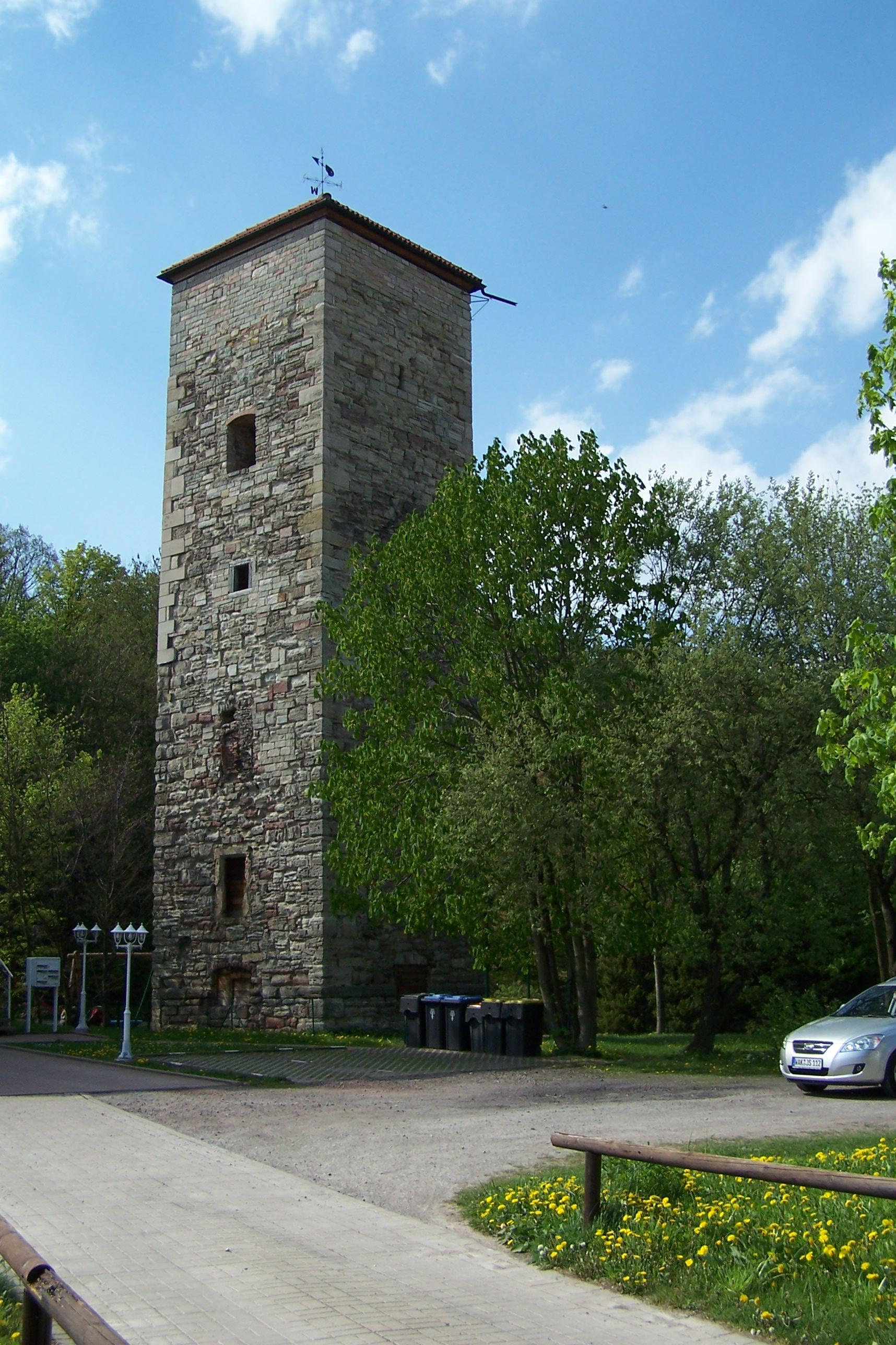
Schlosspark Farnroda
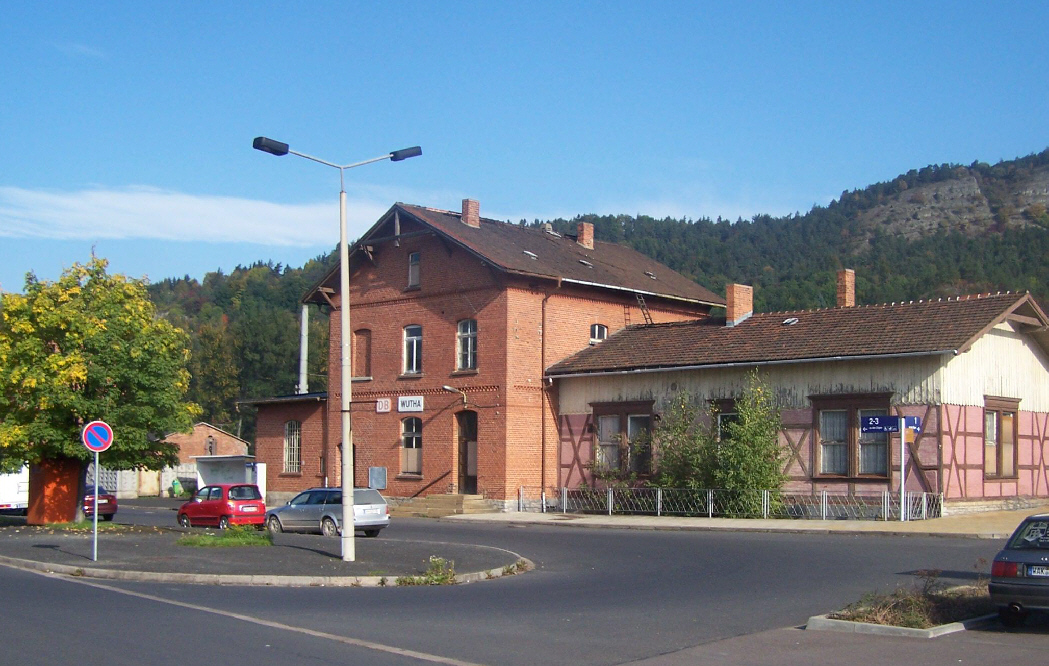
Ziel: Bahnhof Wutha
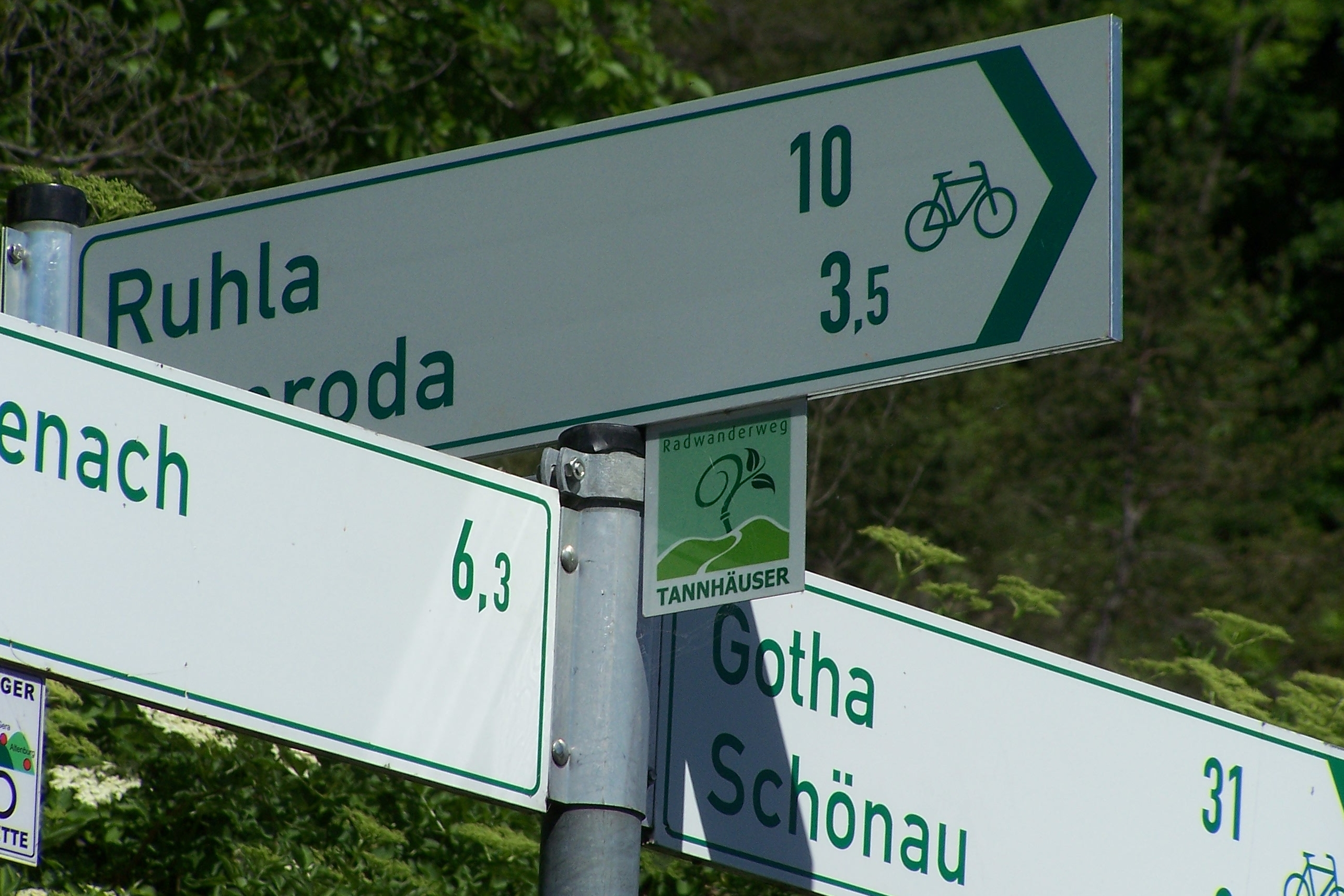
Anbindung an das überregionale Radwegenetz